# 1933年證券法
《1933年證券法》（Securities Act of 1933）是美國在1929年華爾街股災及隨後的大萧条背景下所通過的一部有關證券監管的法案。該法案也是羅斯福新政的一部分。